# Katherine Harms
Katherine Harms (ur. 29 listopada 1990 w Minneapolis) – amerykańska siatkarka, grająca na pozycji atakującej.

## Sukcesy klubowe
Mistrzostwo Portoryko:
- 2014

Puchar Niemiec:
- 2015

Mistrzostwo Niemiec:
- 2015[3]